# Desa Mulyadadi (administrativ by i Indonesien, lat -7,32, long 108,76)
Desa Mulyadadi är en administrativ by i Indonesien.   Den ligger i provinsen Jawa Tengah, i den västra delen av landet, 240 km sydost om huvudstaden Jakarta.